# Cyphomyia nigritarsis
Cyphomyia nigritarsis är en tvåvingeart som beskrevs av Günther Enderlein 1914. Cyphomyia nigritarsis ingår i släktet Cyphomyia och familjen vapenflugor. Inga underarter finns listade i Catalogue of Life.